# نوک‌مومی گلناری
نوک‌مومی گلناری (نام علمی: Estrilda caerulescens) نام یک گونه از سرده نوک‌مومی است.